# Ščigrovskij rajon
Lo Ščigrovskij rajon (in russo Щигровский район?) è un rajon dell'Oblast' di Kursk, nella Russia europea; il capoluogo è Ščigry. Fondato nel 1928, ricopre una superficie di 1.220 chilometri quadrati.